# 勞倫斯 (愛荷華州)
勞倫斯（英語：Laurens）是一個位於美國愛荷華州波卡洪塔斯縣的城市。

## 地理
勞倫斯的座標為42°50′50″N 94°50′58″W / 42.84722°N 94.84944°W，而該地的平均海拔高度為399米（即1309英尺）。

## 人口
根據2010年美國人口普查的數據，勞倫斯的面積為1.89平方千米，當中陸地面積為1.89平方千米，而水域面積為0.00平方千米。當地共有人口1258人，而人口密度為每平方千米665人。